# Cam Bình
Cam Bình là một xã cũ thuộc thành phố Cam Ranh, tỉnh Khánh Hòa, Việt Nam.
Xã Cam Bình có diện tích 5,24 km², dân số năm 1999 là 4.178 người, mật độ dân số đạt 797 người/km².